# Habrotrocha acornis
Habrotrocha acornis är en hjuldjursart som beskrevs av Murray 1911. Habrotrocha acornis ingår i släktet Habrotrocha och familjen Habrotrochidae. Inga underarter finns listade i Catalogue of Life.